# Ikozaedrska prizma
| Ikozaedrska prizma       | Ikozaedrska prizma                                   |
| ------------------------ | ---------------------------------------------------- |
| Vrsta                    | Prizmatski uniformni 4-politop                       |
| Uniformni indeks         | 59                                                   |
| Schläflijev simbol       | t0,3{3,5,2} ali {3,5}×{} s{3,4}×{} sr{3,3}×{}        |
| Coxeter-Dynkinov diagram |                                                      |
| Celice                   | 2 (3.3.3.3.3) 20 (3.4.4)                             |
| Ploskve                  | 30 {4} 40 {3}                                        |
| Robovi                   | 72                                                   |
| Oglišča                  | 24                                                   |
| Oblika oglišča           | Pravilna petstrana piramida                          |
| Grupa simetrije          | [5,3,2], red 240 [3+,4,2], red 48 [(3,3)+,2], red 24 |
| Lastnosti                | konveksna                                            |

Ikozaedrska prizma je v geometriji konveksni uniformni 4-politop (štiridimenzionalni politop). Ta 4-politop ima 22 poliedrskih celic: 2 ikozaedra sta povezana z 20 trikotnimi prizmami. Ima 70 ploskev: 30 kvadratov in 40 trikotnikov. Ima 72 robov in 24 oglišč.
Konstruira se jo lahko z uporabo dveh ikozaedrov v 3-dimenzionalnem prostoru, ki jih pravokotno premaknemo v 4-dimezionalnem prostoru narazen dokler njihov razmik ni enak dolžini roba. 
To je eden izmed 18 konveksnih uniformnih polihoronov, ki se ustvari z uporabo uniformnih prizem, da bi povezali pare vzporednih platonskih ali arhimedskih teles.
| Mreža | Schleglov diagram Prikazana je le ena ikozaedrska celica |

## Povezani politopi
- Prirezana tetraedrska antiprizma - {\displaystyle s\left\{{\begin{array}{l}3\\3\\2\end{array}}\right\}} = ht0,1,2,3{3,3,2} ali , povezani ne-uniformni 4-politop